# 伊犁猫蛛
伊犁猫蛛（学名：Oxyopes yiliensis）为猫蛛科猫蛛属的动物。在中国大陆，分布于新疆等地，主要生活于草丛。该物种的模式产地在新疆。